# Вчера си е за вчера
„Вчера си е за вчера“ (на английски: Yesterday) е романтична комедия от 2019 г. на режисьора Дани Бойл. Сценарият е на Ричард Къртис. Актьорът Химеш Пател играе ролята на музиканта Джак Малик, който след инцидент разбира, че е единственият, който помни Бийтълс, и става известен като използва песните им.

## В България
На 5 юли 2019 г. филмът е пуснат по кината от Форум Филм България. На 5 декември 2022 г. филмът е излъчен премиерно по bTV Cinema с български дублаж, записан в студио VMS.